# 兵庫県立尼崎南高等学校
兵庫県立尼崎南高等学校（ひょうごけんりつ あまがさきみなみこうとうがっこう）は2004年に閉校した兵庫県立高等学校。

## 沿革
- 1949年（昭和24年）1月25日 - 兵庫県立尼崎高等学校に定時制課程が併置開設。
- 1968年（昭和43年）4月1日 - 尼崎高等学校に併置開設されていた定時制課程が分離独立して、兵庫県立尼崎南高等学校が開校、良元分校を設置。
- 2004年（平成16年）3月31日 - 新設の多部制単位制高校である兵庫県立西宮香風高等学校（旧西宮市立西宮西高等学校）に集約代替する形で閉校[1]。

## 設置学科
- 定時制課程
  - 普通科

## 著名な出身者
- 新涼平（ギタリスト・俳優）